# Ethnikos Assia
Der Ethnikos Assia Football Club  ist ein zyprischer Fußballverein, der seit 1974 in Nikosia beheimatet ist. Die Wettkampfmannschaft spielte zeitweise in der First Division.

## Geschichte
Ethnikos Assia gründete sich am 16. März 1966 in Assia. Im Zuge der türkischen Invasion Zyperns im Sommer 1974 floh der Klub nach Nikosia.
Lange Zeit traten die Fußballer von Ethnikos Assia nur unterklassig an. 1991 schaffte die Mannschaft den Sprung in die Second Division, wo sie in der Relegation gegen Adonis Idaliou die Klasse hielt. 1994 stieg sie ab, schaffte aber den direkten Wiederaufstieg und im Sommer 1997 als Tabellendritter hinter AEL Limassol und Evagoras Paphos den erstmaligen Aufstieg in die First Division. Hier war der Klub jedoch nahezu chancenlos, mit nur drei Saisonsiegen beendete er mit 17 Punkten Rückstand auf den Mitaufsteiger aus Paphos als Schlusslicht die Erstliga-Spielzeit 1997/98. Hinter Anagennisi Deryneia gelang als Vizemeister der Second Division der abermalige Aufstieg, dem jedoch erneut der direkte Wiederabstieg folgte. Am Ende der Spielzeit 1999/2000 hatte die Mannschaft einen Punkt Rückstand auf den letzten Nichtabsteiger APOP Paphos.  Der Klub blieb jedoch eine Fahrstuhlmannschaft – nach der erneuten Vizemeisterschaft hinter Alki Larnaka fehlten in der Erstliga-Spielzeit 2001/02 elf Punkte auf Alki, das zusätzlich die Bürde eines Punktabzugs zu tragen hatte.
Als Tabellenfünfter fehlten Ethnikos Assia in der Spielzeit 2002/03 acht Punkte zum von Onisilos Sotira belegten letzten Aufstiegsplatz. Nach zwei weiteren Spielzeiten im mittleren Tabellenbereich stieg der Klub 2006 in die Drittklassigkeit ab und pendelte in den folgenden Jahren unregelmäßig zwischen zweitem und drittem Spielniveau. Nach dem abermaligen Abstieg 2018 etablierte sich die Mannschaft als Drittligist.

## Stadion
Das Heimstadion des Klubs war das Kykkos-Stadion. Seit dem Umzug von APOEL Nikosia und Omonia Nikosia ins GSP-Stadion Anfang des Jahrtausends teilt sich Ethnikos Assia das Makario-Stadion zu Zeiten in der ersten Liga sowie später für Spitzenspiele und Lokalderbies insbesondere mit Olympiakos Nikosia und Digenis Akritas Morphou.